# 津川近治
津川 近治（つがわ ちかはる、? - 慶長20年/元和元年（1615年）?）は、戦国時代から江戸時代初期の武将。斯波氏武衛家の最後の当主である斯波義銀（津川義近）の四男。諱は「武衛系図」では近治。他史料では親行（ちかゆき）とも。通称は左近。官位は従四位上、左近将監。兄は津川近利と津川辰珍。姉は伊勢林藩藩主・織田信重の正室。妻は味舌藩主・織田長益の娘で、娘は石清水八幡宮別当の善法寺幸清の妻と、團善右衛門の妻の2人。豊臣秀吉・秀頼に馬印奉行として仕えた。
大坂の役で豊臣秀頼側に付き大坂城本丸を守り、大坂城で討死したとも、自刃したともいわれる。